# Guy Lefrant
Guy Robert Marie Joseph Lefrant (Muille-Villette, 26 febbraio 1923 – Rueil-Malmaison, 31 dicembre 1993) è stato un cavaliere francese.

## Palmarès

### Olimpiadi
- 2 medaglie:
  - 1 argento (Helsinki 1952 nel concorso individuale)
  - 1 bronzo (Roma 1960 nel concorso completo a squadre)

### Europei
- 1 medaglia:
  - 1 bronzo (Harewood 1959 nel concorso completo a squadre)